# 78 in the Shade
78 in the Shade is een studioalbum van de Small Faces. Deze Britse rockgroep ging in 1969 uit elkaar en werd in 1975 heropgericht. Ronnie Lane, die deel uitmaakte van de oorspronkelijke bezetting, werd vanwege diens multiple sclerose vervangen door Rick Wills. Op dit album speelt tevens Jimmy McCulloch mee, die zich bij de Small Faces aansloot toen ze ter promotie van hun vorige album (Playmates uit 1977) toerden. 78 in the Shade werd in 1978 door Atlantic Records uitgebracht.

## Tracklist
| Nr. | Titel                      | Schrijver(s)                    | Duur |
| --- | -------------------------- | ------------------------------- | ---- |
| 1.  | Over Too Soon              | Marriott, McLagan               | 3:07 |
| 2.  | Too Many Crossroads        | Marriott, McLagan               | 2:18 |
| 3.  | Let Me Down Gently         | McLagan, Pidgeon                | 3:38 |
| 4.  | Thinkin' about Love        | Wills                           | 3:46 |
| 5.  | Stand By Me (Stand By You) | Marriott                        | 3:26 |
| 6.  | Brown Man Do               | Marriott                        | 3:02 |
| 7.  | Real Sour                  | McLagan, Pidgeon                | 3:55 |
| 8.  | Soldier Boy                | Brown                           | 4:04 |
| 9.  | You Ain't Seen Nothin' Yet | Jones, Marriott, McLagan, Wills | 2:59 |
| 10. | Filthy Rich                | Marriott                        | 2:39 |

## Musici
- Kenney Jones - drums, zang
- Steve Marriott - gitaar, zang
- Jimmy McCulloch - gitaar
- Ian McLagan - gitaar, toetsen, orgel, zang
- Rick Wills - basgitaar, zang

- Madeline Belle - zang
- Sam T. Brown - gitaar
- Vicki Brown - zang
- Helen Chappelle - zang
- Lavina Roberts - zang
- Liza Strike - zang